# 大衛·伯恩
大衛·伯恩（英語：David Byrne，/bɜːrn/，1952年5月14日—）是蘇格蘭裔美國歌手、詞曲作家、音樂家、唱片製作人、藝術家、作家、演員以及電影製片人。他也是美國新浪潮樂團傳聲頭像（1975-1991）的創始成員、主要的作曲人、主唱兼吉他手。
伯恩自己發行許多音樂作品，也有與各種媒體的合作，包括電影、攝影、小說和非小說類書籍。他得過奧斯卡金像獎、葛萊美獎和金球獎，並在2002年以傳聲頭像成員身分入選搖滾名人堂。

## 早年人生
大衛·伯恩於1952年5月14日出生於西鄧巴頓郡的鄧巴頓，是家中長子。他出生兩年後，他與父母搬到了加拿大，在安大略省哈密爾頓定居。然後他們搬到了美國，在伯恩九歲時定居在馬里蘭州的阿布圖斯。大衛的父親湯姆·伯恩（Tom Byrne）曾在西屋電子公司擔任電子工程師，母親艾瑪·伯恩（Emma Byrne）後來成了老師。整個家庭離開蘇格蘭的部分原因是因為父親工程技能的工作供不應求，除此以外還有父（天主教會）母（長老教會）雙方的「混合婚姻」引起的家庭緊張。伯恩於2018年3月18日在BBC廣播四台的節目《Desert Island Discs》上時講述了這些事。
從很小的時候起，伯恩就對音樂產生了濃厚的興趣。他曾被中學的合唱團拒絕，因為他們聲稱他「常常唱走調，而且聲音太沉悶了」。他的父母說他會從三歲開始不斷播放他的留聲機，並且他在五歲時學會瞭如何演奏口琴。高中畢業前，他已經知道如何演奏吉他、手風琴和小提琴。在他的期刊採訪中，他說：「我那時是個奇怪的年輕人—一個亞斯伯格症的邊緣人，我猜。」他的父親利用他的電氣工程技術修改了捲軸式錄音機，以便伯恩可以進行多軌錄音。

## 音樂事業

### 早年生涯

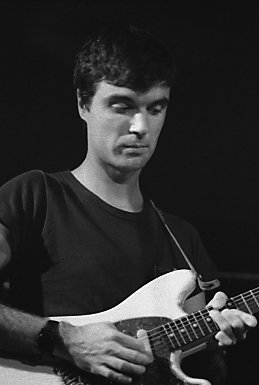
1978年，作為傳聲頭像的一員表演的伯恩

伯恩畢業於巴爾的摩郡西南部的蘭斯多恩高中。他在一個名為Revelation的高中樂團開始他的音樂生涯，然後在1971年到1972年之間，他是與馬克·基右（Marc Kehoe）一起組成雙人組合Bizadi。他們的演奏曲目主要包括〈April Showers〉、〈96 Tears〉、〈Dancing on the Ceiling〉和翻唱法蘭克·辛納屈的歌曲等。伯恩就讀於羅德島設計學院（1970-71學期）和馬里蘭藝術學院（1971-72學期）之後便輟學。他於1973年回到羅德島州的普羅維登斯，並與設計學院的同窗克里斯·法蘭茲組建了藝術學樂團（The Artistics）。樂團於1974年解散。伯恩於當年5月搬到了紐約市，並於9月加入了法蘭茲和他的女朋友提娜·威茅斯。由於法蘭茲和伯恩無法在紐約找到貝斯手，於是法蘭茲說服威茅斯學習彈奏貝斯，並由伯恩指導。他們在1974年末開始考慮組成新的樂團。

### 傳聲頭像：1975年–1991年
直到1975年1月，他們三人一起練習和表演，同時仍在正常工作。他們創立了傳聲頭像並在6月份找到了第一次的演出。伯恩於1976年5月辭掉了他的日常工作，而閣下唱片在11月與三人簽訂合約。樂團最後一個成員—多樂器演奏家傑瑞·哈里森於1977年加入。樂團在發行了八張錄音室專輯後於1988年休團。伯恩希望開始個人事業，但直到1991年花了三年才宣布樂團解散。同年樂團在單曲〈Sax and Violins〉中短暫回歸後再次解散。樂團於2002年入選搖滾名人堂，四人在典禮上重聚並演奏了四首曲目，包括〈Psycho Killer〉和〈Burning Down the House〉。

### 個人專輯事業：1979年–1981年、1989年–現今

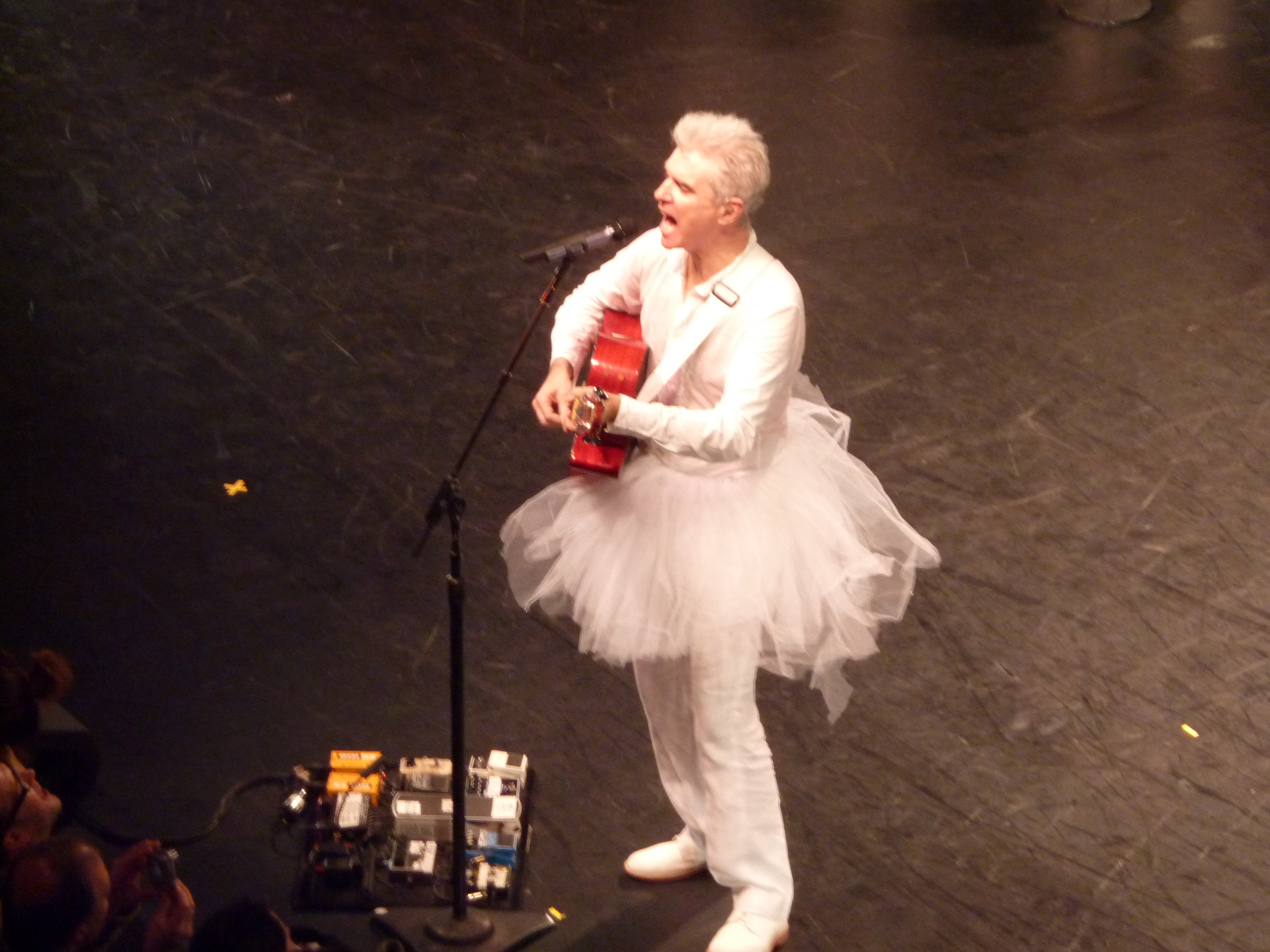
2009年，伯恩在皇家節日大廳的演出

還在傳聲頭像的期間，伯恩參與了周邊計畫—在1979年至1981年與布萊恩·伊諾的合作專輯《My Life in the Bush of Ghosts》，因為其是最早使用模擬取樣和拾得聲響技術的專輯而廣獲讚譽。在這之後，伯恩把注意力放回樂團上。《My Life in the Bush of Ghosts》在25年後的2006年初重新發行，並有新的追加曲目。為了與該專輯的精神保持一致，這兩首歌曲的組成音軌以創用CC原則發布，並且推出了混音競賽網站。
1989年的《Rei Momo》是伯恩離開傳聲頭像後的第一張個人專輯（也是他第二張個人專輯），此專輯有著非裔古巴、非裔西班牙和巴西歌曲風格，包括梅倫格音樂、古巴和聲、森巴、曼波音樂、昆比亞、恰恰恰、Bomba、Charanga等舞曲風格。他的第三張個人專輯《Uh-Oh》（1992年）以銅管樂器為特色，並有著〈Girls on My Mind〉和〈The Cowboy Mambo (Hey Lookit Me Now)〉等引人入勝的曲目。他的第四張個人專輯《David Byrne》（1994年）回歸搖滾風格。專輯中除了打擊樂器由錄音室樂手擔任以外的樂器皆由伯恩一手完成。〈Angels〉和〈Back in the Box〉是該專輯的主打歌，而前者打進美國現代搖滾歌曲榜的第24名。伯恩為接下來的專輯《Feelings》（1997年）和《Look into the Eyeball》（2001年）聘請了一支名為Black Cat Orchestra的銅管樂團，而後者有著更多像《Uh-Oh》風格的歌曲。
2001年，他的單曲Like Humans Do被微軟公司用作Windows XP中Windows Media Player 9的樣本歌曲。
2004年，由Nonesuch唱片公司發行的《Grown Backwards》使用了管弦樂配置，包括兩個歌劇詠嘆調以及與X-Press 2合作的歌曲〈Lazy〉。他與托斯卡弦樂四重奏（Tosca String Quartet）一同開展了北美和澳洲巡迴演出。這次巡演以2005年8月在洛杉磯、聖地亞哥和紐約的演出作結。伯恩在1995年與莎麗娜合作了歌曲〈God's Child (Baila Conmigo)〉，並收錄於莎麗娜的專輯《Dreaming of You》中。
伯恩在他的第八張個人專輯《Everything That Happens Will Happen Today》（2008年）與伊諾再度合作。伯恩為此專輯舉辦了從2008年底至2009年初共六個月的大衛·伯恩與布萊恩·伊諾之歌巡演，演出那些他與伊諾合寫的歌曲。
2012年，伯恩與美國創作歌手聖文森發行了合作專輯《Love This Giant》。
在2018年1月，伯恩宣布了他將發行繼《Grown Backwards》後睽違14年的個人專輯《American Utopia》，並在同年3月9日由Nonesuch和獨立廠牌Todo Mundo發行。他也發布了此專輯的主打單曲，即他與伊諾合寫的〈Everybody's Coming to My House〉。此張專輯入圍了葛萊美的最佳另類專輯。

## 延伸閱讀
- Steenstra, Sytze, , Continuum, 2010, ISBN 978-0-8264-4168-3
- Howell, John; Byrne, David, , Thunder's Mouth Press, 1992, ISBN 978-1-56025-031-9
- Gittins, Ian, , Carlton, 2004, ISBN 978-1-84442-671-3
- McMahon, Thomas. . Gale Group. 2000. ISBN 0-7876-3977-X.

## 外部鏈結
- 官方網站 （页面存档备份，存于）
- 大衛·伯恩在Allmusic上的頁面. [2017-01-08].
- 中的“大衛·伯恩”
- 大衛·伯恩的Discogs页面 （英文）
- 大衛·伯恩在互联网电影资料库（IMDb）上的資料（英文）
- 大衛·伯恩在豆瓣上的资料（简体中文）
- 《查理·罗斯访谈录》上的大衛·伯恩